# Указ о причёсках и мечах
Указ о причёсках и мечах (яп. 散髪脱刀令 сампацу датто:-рэй) — закон Японии, отменивший сословные отличия, разрешив жителям страны свободно выбирать причёски и не носить мечи. Одна из мер правительства времён реставрации Мэйдзи на пути модернизации Японии и создания национального гражданского общества. Провозглашён 23 сентября 1871 года.
В традиционном японском обществе периода Эдо причёска была удостоверением японца, по которому определяли его социальное положение. Самураи, аристократы, купцы, крестьяне, синтоистские священники, ремесленники, актёры и буракумины высоко сбривали лоб и завязывали длинные волосы на макушке в хвост, который загибали соответственно правилам своей социальной группы. Самураи имели также особую привилегию носить мечи — символ власти над другими сословиями.
Новое правительство времён реставрации Мэйдзи стремилось ликвидировать старые сословные границы для превращения населения Японии в единую политическую нацию. С этой целью 23 сентября 1871 года оно издало указ о причёсках и мечах, который провозглашал свободу выбора причёски и упразднил обязанность самураев носить оружие. В 1873 году император Мэйдзи лично срезал хвост своей причёски, подстегнув исполнение указа подданными. Большинство поступили так же и стали стричь волосы на западный манер.
Простое население восприняло закон с одобрением и даже слагало популярные песни, в которых восхваляло новую власть. С другой стороны, представители нетитулованного привилегированного сословия, бывшие самураи, к нововведению отнеслись враждебно. Некоторые из них демонстративно продолжали носить мечи и старомодные причёски для подчёркивания своей независимости. Иногда их выступления имели драматический характер. Например, в 1876 году в префектуре Кумамото директор начальной школы, происходивший из самурайской семьи, уволился с должности и закрыл учебное заведение, протестуя против кассации древних привилегий. Из-за нежелания большинства самураев расставаться с прошлым, правительство окончательно запретило ношение мечей указом от 28 марта 1876 года.
Мода на мужские европейские причёски повлияла и на японских женщин. Кокетки и замужние дамы стали стричься как мужчины, что вызвало появление правительственного постановления 1872 года, запрещавшего женщинам стричь волосы подобным образом.